# Матетелке
Матетелке (мађ. Mátételke) је село у Мађарској, јужном делу државе. Село управо припада Бачалмашком срезу Бач-Кишкунске жупаније, са седиштем у Кечкемету.

## Природне одлике
Насеље Матетелке налази у крајње јужном делу Мађарске.
Историјски гледано, село припада крајње северном делу Бачке, који је остало у оквирима Мађарске (тзв. „Бајски троугао”). Подручје око насеља је равничарско (Панонска низија), приближне надморске висине око 120 m. Око насеља се пружа Телечка пешчара.

## Становништво
Према подацима из 2013. године Матетелке су имале 476 становника. Последњих година број становника опада.
Претежно становништво у насељу су Мађари римокатоличке вероисповести. Раније је у селу било доста Буњеваца.